# 新塞利夫卡 (洛佐瓦市鎮)
49°13′25″N 36°36′39″E / 49.22361°N 36.61083°E
新塞利夫卡（烏克蘭語：Новоселівка）是位於烏克蘭東部的村莊，由哈爾科夫州洛佐瓦區的洛佐瓦市鎮負責管轄。該村始建於1901年，面積0.38平方公里，海拔高度110米，2001年人口107，人口密度每平方公里284.6人。